# L'anima in pace
L'anima in pace è un film del 2023 diretto da Ciro Formisano.

## Trama
Dora è una venticinquenne all apparenza ruvida e impenetrabile che lavora portando la spesa a domicilio, un lavoro molto pesante. Non si tratta dell'unica difficoltà della sua vita però, in quanto proviene da una famiglia disastrata. Sua madre Lia è una donna instabile ed inaffidabile, da poco uscita di prigione. I suoi fratellini gemelli Massimo e Nunzio sono stati affidati ad una famiglia per l'inadeguatezza di sua madre.
Dora cerca di accumulare soldi sia attraverso il suo lavoro che tramite una seconda attività di pusher di droga che le viene procurata da Yuri, bello e dannato del quartiere dove la giovane e sua madre vivono ospiti della zia.
La vita di Dora sembra avere una svolta con l'arrivo di Andrea, un giovane specializzando in medicina che cerca di redimerla, almeno fin quando Yuri non scoprirà il rapporto pulito e sincero dei due giovani.